# Comté de Dakota (Minnesota)
Pour les articles homonymes, voir Comté de Dakota.
Le comté de Dakota (Dakota County) est un comté de l'État du Minnesota. Il comptait 439 882 habitants en 2020. Son chef-lieu est Hastings.

## Géographie

### Comtés adjacents
- Comté de Ramsey (nord)
- Comté Washington (nord-est)
- Comté de Pierce (est, de l'autre côté du Mississippi)
- Comté de Goodhue (sud-est)
- Comté de Rice (sud-ouest)
- Comté de Scott (ouest)
- Comté de Hennepin (nord-ouest)

## Transports

### Principales routes
| - Interstate 35 - Interstate 35E - Interstate 35W - Interstate 494 - U.S. Highway 52 - U.S. Highway 61 - Minnesota State Highway 3 - Minnesota State Highway 13 - Minnesota State Highway 19 - Minnesota State Highway 20 | - Minnesota State Highway 50 - Minnesota State Highway 55 - Minnesota State Highway 56 - Minnesota State Highway 77 - Minnesota State Highway 110 - Minnesota State Highway 149 - Minnesota State Highway 156 - Minnesota State Highway 291 - Minnesota State Highway 316 |

## Sources
- (en) Site officiel de Dakota County
- (en) Site officiel de la bibliothèque de Dakota County
- (en) Cartes